# Пинакотека Албертина (Торино)
Пинакотека Албертина (на италиански: Pinacoteca Albertina, букв. Албертинова Пинакотека) е художествен музей към Академията за изящни изкуства „Албертина“ в град Торино, регион Пиемонт, Северна Италия.

## История
Пинакотеката е основана през 1837 г. в създадената през 1678 г. Академия за изящни изкуства „Албертина“ – една от първите художествени академии в Италия. Нейното основаване е с дидактическа цел, за което свидетелстват двете съставляващи я ядра: галерията на архиепископ Винченцо Мария Моси ди Морано с над 200 картини и колекцията от 59 рисунки от 16 век на Гауденцио Ферари и неговата школа, дарени от Карл Алберт през 1832 г. По изричната воля на дарителите и двете ядра трябва да са неразделна част от художественото обучение на студентите.
През 21 век в залите на Пинакотеката редовно се организират значими културни събития (презентации, конференции и др.), художествени ателиета за деца и младежи, и временни изложби.

## Колекция
Първите пет зали са посветени на творби от колекцията Моси ди Морано: картини на художници от 15 и 16 век от Флорентинската школа като Филипо Липи и от Пиемонтската школа като Джовани Мартино Спанцоти и Дефенденте Ферари; караваджисти като Бартоломео Кавароци и Матия Прети; фламандски и италиански майстори от 17 век и пейзажисти от 17 и 18 век.
Следващата зала е преходна между колекцията на Моси ди Морано и залите, посветени на историята на Академията. В нея се съхраняват копия на известни картини на Караваджо, Гуидо Рени, Рубенс – върхови за класицистичната и академична култура майстори.
Втората част на изложбения маршрут е посветена на произведенията на майстори и студенти от академията от 18 и нач. на 19 век, сред които изпъкват творбите на Джакомо Гросо, както и на други важни дарения и придобивки. Следват рисунките на Гауденцио Ферари – една от най-важните колекции на рисунки от 16 век в света.

## Галерия
- Бартоломео Кавароци
„Светото семейство“, 1618 г.
- Школа на Жак-Луи Давид
„Гол мъж“, първа половина на 19 век
- Филипо Липи
„Триптих“, 1440 г.
- Филипо Липи
„Св.св. Августин и Амброзий, св.св. Грегорий и Геролам“, около 1440 г.
- Мартен ван Хемскерк
„Полагане в гроба“, 1291 г.
- Джакомо Гросо
„Гола жена“, 1896 г.
- Ернесто Сера
„Портрет на жена“, 1885-1890 г.
- Франческо Салвиати
„Милосърдие“, 1543-1545 г.
- Джакомо Спала
„Бюст на Джузепе Ернесто Багети“, 19 век

## Полезна информация
До Пинакотеката се стига:
- Пеша: от ЖП гари Торино Порта Нуова – 1,2 км, Торино Порта Суза – 2 км;
- С градски транспорт: от ЖП гари Торино Порта Нуова автобуси n. 6, 61 и 68, Торино Порта Суза автобуси n. 55 и 56, и трамвай n. 13;
- С кола.

Безплатен достъп:
- Деца до 5 г.
- Студенти в Академията за изящни изкуства „Албертина“
- Преподаватели
- Хора с увреждания и придружаващото ги лице
- Акредитирани журналисти
- Квалифицирани екскурзоводи
- Служители на Министерството на културата
- Правоохранителни органи и военни с лична карта
- Притежатели на Abbonamento Musei Torino Piemonte
- Притежатели на карти ICOM или AICA
- Притежатели на карта Torino + Piemonte Card
- Притежатели на билет Musei Reali Torino (валиден за 2 дена)
- Двама възрастни с Passaporto Culturale + децата им до 1-годишна възраст – неограничен достъп през първата година.